# Товстоган, Евгения Ивановна
Евгения Ивановна Товстоган (укр. Євгенія Іванівна Товстоган; род. 3 апреля 1964, Ярославль) — советская и украинская гандболистка. Заслуженный мастер спорта СССР (1986).
В 1988 году вместе с женской сборной СССР по гандболу завоевала бронзовую медаль на Олимпиаде 1988 года. В финальной части соревнований сыграла четыре матча и забила десять голов.

## Биография
Начала заниматься гандболом в Ярославле под руководством Светланы Гавриловны Мокрух и Владимира Павловича Березина.
В 1981 году была приглашена в Киев (УССР), где училась и тренировалась в Киевской школе-интернат спортивного профиля (КСОШИСП) c 1983 по 1990, являлась игроком команды «Спартак» (Киев) и сборной СССР, в составе которых завоевала следующие награды:
- 5 золотых медалей чемпионата СССР (1983—1988)
- 3 Кубка Европейских Чемпионов (1985—1987)
- золотую медаль молодёжного чемпионата мира 1983 года
- золотую медаль Чемпионата Мира 1986 года
- бронзовую медаль Олимпийских игр 1988 года.

Окончила Киевский государственный институт физической культуры в 1992 году.
С 1991 по 2000 выступала за три команды:
- «Гутсмутс» (Берлин, Германия)
- «Серкль Спортив Лайке Дижонне» (фр. Cercle Sportif Laïque Dijonnais, Дижон, Франция)
- «Хапоэль» (Петах-Тиква, Израиль). В составе «Хапоэль» (Петах-Тиква) стала трёхкратным чемпионом Израиля и обладателем Кубка Израиля (1996—1999).